# 文革受難者——關於迫害、監禁和殺戮的尋訪實錄
《文革受难者——关于迫害、监禁和杀戮的寻访实录》（英語：Victim of the Cultural Revolution --An Investigative Account of Persecution, Imprisonment and Murder），是有关中国“文化大革命”时期的一部学术著作，由芝加哥大学教授王友琴编著，余英时、马若德、苏晓康作序，2004年5月由香港开放出版社出版。该书详细展现了659名文革死难者的经历，包括北京第一位被公开打死的教育工作者卞仲耘的故事，并对中国大陆包括文革、反右运动在内的一些政治运动进行了介绍分析。

## 简介
作者曾亲历了文革期间（1966-1976年）的许多事件，此后通过20余年的调查走访，进行了成百上千次的采访，最终于2004年出版《文革受难者》一书。作者在书中记录了“文革”期间包括她自身所在的学校（北京师大女附中）被学生打死的校长卞仲耘在内的中国各地共659位“文革受难者”的经历，全书共52万字。

## 书评
- 普林斯顿大学教授、克鲁格奖得主余英时（书序作者）：王友琴博士這部關於文革死難者的調查專書是一項偉大的工程。... 我深信本書具有極高的史料價值，將來史學家無論是研究這一階段的政治史、教育史，或社會史都不能不建立在這部專書的基礎之上。... 對於一個患了嚴重失憶症的民族，王友琴博士這部《文革受難者》 真是一劑及時良藥。[2]
- 哈佛大学教授、前费正清中国研究中心主任马若德（书序作者）：在这本书里，王教授迈出了非常重要的一步，朝着使中国人正视其近期历史的方向。... 在书中，她一个接一个地详细描述了数百名受难者的命运，希望以此种方式确保他们将不会被遗忘。王友琴作为先锋开始了这种对红卫兵暴力以及随后的官方暴力的详尽透彻的分析。但是，如果她的这种分析依然不能引导中国人重视确立各种制度以防止这类暴行，至少要防止像文革这样大规模的暴行再次发生，这些受难者还将会是白白死了。[2]
- 作家苏晓康（书序作者）：与记忆相关的一切文革细节大量流失着。王友琴不顾一切地寻访、 保存它们。她是受难者的一个活资料库。她一个人抗拒着数亿人的遗忘。... 第一个倡言“文革博物馆”的人是巴金，老人已行将就木。巴金的这个夙愿，几乎就是八十年代的一个象征，是无数人对政治清明的一种憧憬，并无几人怀疑它的可行性。...我们幸亏有巴金，也幸亏在他之后来了一个王友琴。[2]
- 芝加哥大学、浙江大学教授赵鼎新：《受难者》中的长文用了相当篇幅向我们介绍了1957年的反右运动和文革前的其他政治运动。因此本书所展现的不仅仅是一段文革史，而是整个毛泽东时代中国政治的缩影，具很高的史料价值。... 我相信王友琴的《受难者》将会成为文革研究中的中流砥柱，使我们大家永远牢记文革仅仅是在畸形政治环境下的邪恶人性的大舞台。[3]
- 悉尼科技大学教授冯崇义：本书提供了关于文革暴力极有价值的细节，填补了我们对实际情况认知上的空白。王友琴致力于重塑历史事实，而非分析文革暴力，但她也提供了许多富有洞察力的评论和观察。... 本书的一个局限性在于它并未记录许多受难者的生平细节，而采访所获的数据并不总是奏效。[4]
- 诗人廖亦武：中国人一直在掐架，掐架，偶尔也道道歉。为什么不老老实实把基础工作做好呢？像王友琴做《文革受难者》那样，一个一个去收集，一个一个去记录，做最基本的访谈和田野调查，去搜集基本的资料，为什么不做这些？反而去纠缠一个宋彬彬的道歉，如何如何，不就是因为她受过毛太阳的接见，是宋任穷的女儿？中国人潜意识还是在乎权贵。[7]